# Ортинг (Вашингтон)
Ортинг (енгл. Orting) град је у америчкој савезној држави Вашингтон. По попису становништва из 2010. у њему је живело 6.746 становника.

## Демографија
Према попису становништва из 2010. у граду је живело 6.746 становника, што је 2.986 (79,4%) становника више него 2000. године.
| Група             | 2000.         | 2010.         |
| Белци             | 3.410 (90,7%) | 5.693 (84,4%) |
| Афроамериканци    | 23 (0,6%)     | 103 (1,5%)    |
| Азијати           | 47 (1,3%)     | 87 (1,3%)     |
| Хиспаноамериканци | 129 (3,4%)    | 484 (7,2%)    |
| Укупно            | 3.760         | 6.746         |